# Boulevard Jean-Pain
Le Boulevard Jean-Pain est une voie publique de la commune française de Grenoble, dans le département français de l'Isère, en région Auvergne-Rhône-Alpes.

## Situation et accès
Située dans le quartier hyper-centre de Grenoble, cette voie est positionnée non loin du parc Paul Mistral. Elle débute au niveau de la place Paul Mistral pour se positionner selon un axe nord-ouest sud-est et se termine au niveau du pont de la porte-de-Savoie qui franchit l’Isère. 
Cette voie est accessible à tous les véhicules dont les cycles (avec une piste cyclable en site propre) et les piétons depuis n'importe quel point de la ville. L'avenue est également accessible par la ligne C du tramway de Grenoble (station Chavant et Grenoble Hôtel de Ville) ainsi que par diverses lignes d'autobus dont la ligne chrono C1 (arrêts Chavant et Grenoble Hôtel de Ville).

## Origine du nom
Dénommée boulevard des Alpes jusqu'en décembre 1944, cette voie est dédiée à Jean Pain, un journaliste et résistant français, assassiné le 26 novembre 1943 lors de la Saint-Barthélemy grenobloise.

## Historique

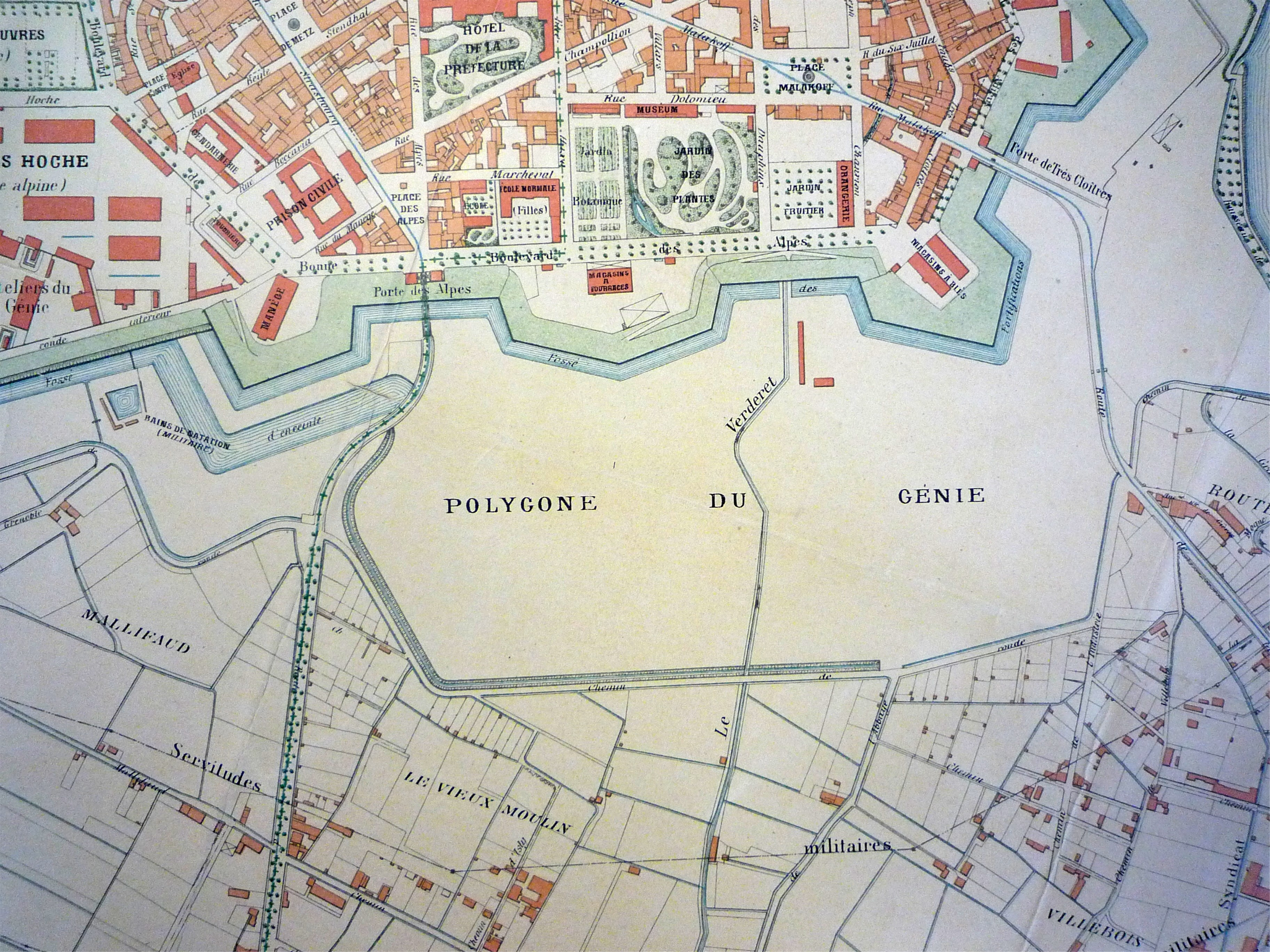
Plan de Grenoble avec l'indication du boulevard des Alpes

Le secteur actuel du boulevard Jean-Pain (autrefois dénommé boulevard des Alpes) correspond aux limites des anciennes fortifications dites Haxo et d'un ancien terrain militaire du Génie qui va prendre sa configuration actuelle à l'occasion de la mise en place de l'exposition internationale de la houille blanche de 1925.

## Bâtiments remarquables, parcs et lieux de mémoire
- Tour Perret, tour d'observation en béton, érigée à l'occasion de l'Exposition Internationale de la Houille Blanche et du Tourisme de 1925. Elle est en cours de restauration[4]
- Parc Paul Mistral.
- Parc des Berges de l'Isère
- Jardin des plantes Joséphine Baker, situé entre le muséum d'histoire naturelle de Grenoble et l'avenue Jean-Pain (entrée du public)
- Hôtel de ville de Grenoble, construit entre 1965 et 1967. Ce bâtiment est situé en bordure du parc Paul-Mistral et son entrée du public est marqué par un grand escalier qui débouche directement sur la rue Jean-Pain. L'édifice bénéficie du label « Patrimoine du XXe siècle »[5].
- Hôtel métropolitain de Grenoble-Alpes Métropole, en cours de restructuration complète et faisant face au Stade des Alpes[6].
- Stade des Alpes, dont une façade longe le boulevard, a été construit sur l'emplacement du stade Charles-Berty détruit en 2003.

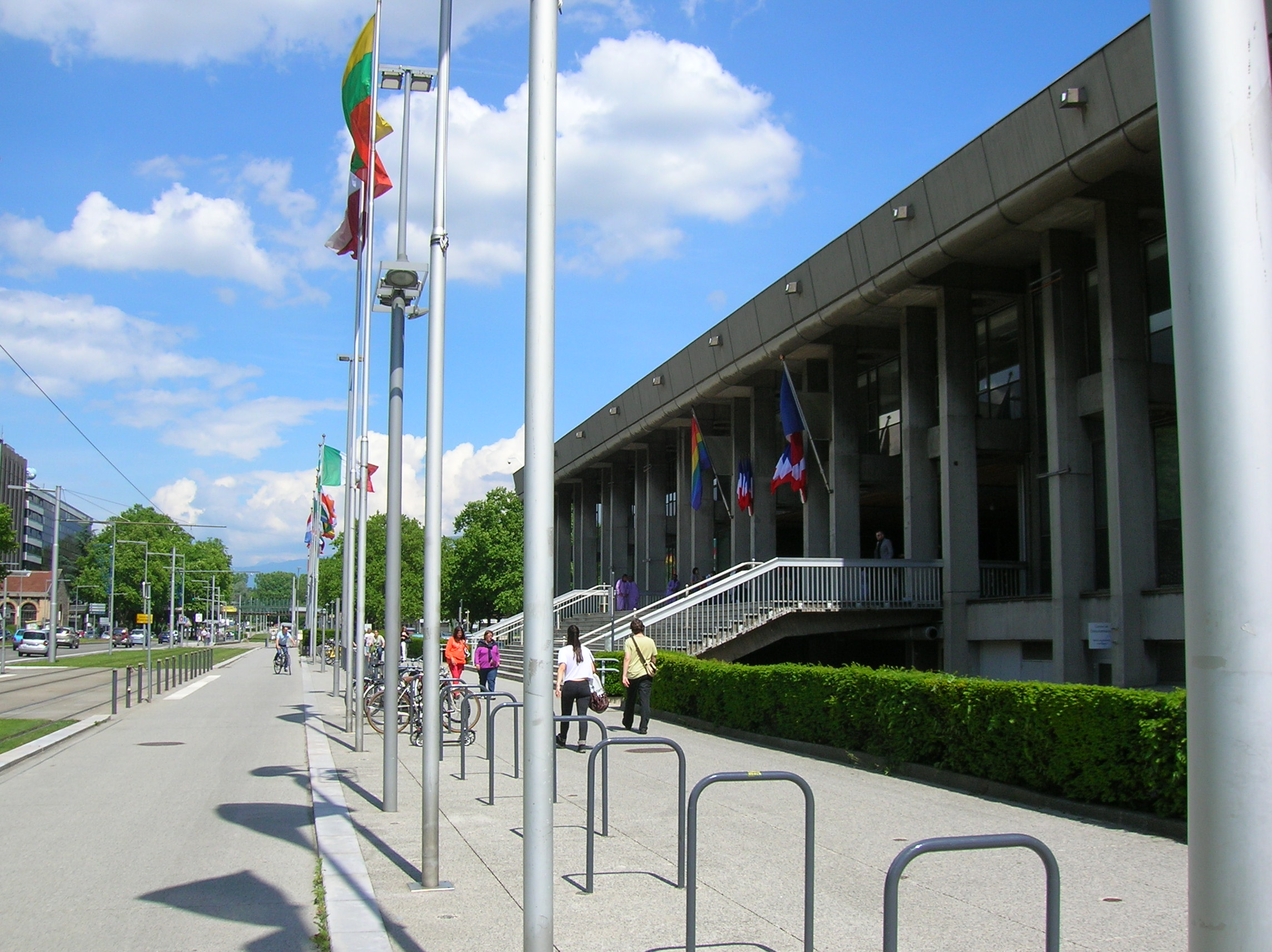
Entrée de l'hôtel de ville face à l'avenue Jean-Pain
Hôtel de ville et tour Perret depuis le boulevard Jean-Pain
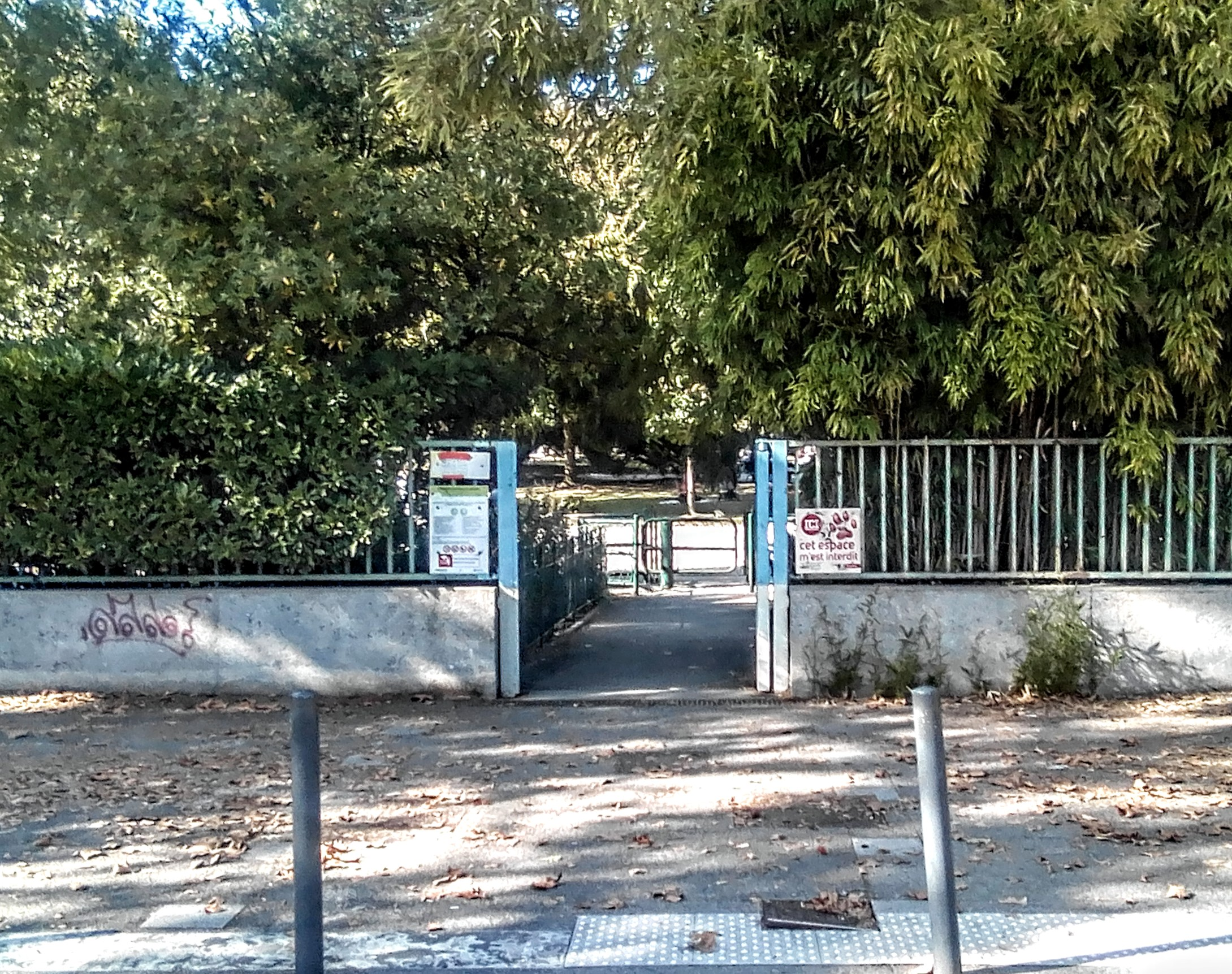
Entrée du jardin de Joséphine Baker depuis le boulevard Jean-Pain
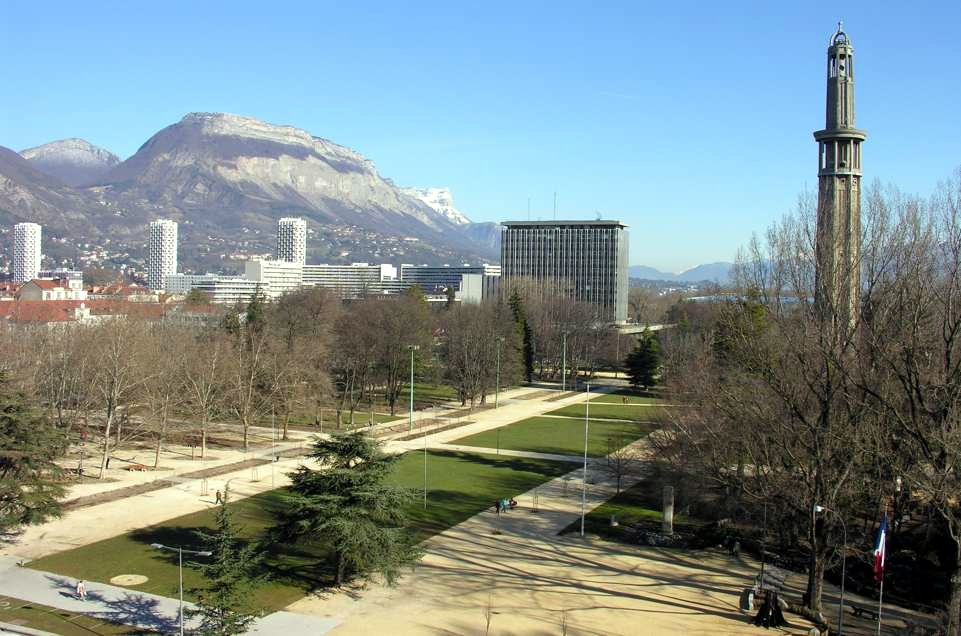
Partie du parc Paul Mistral le long de l'avenue Jean-Pain